# TV Ibbenbüren
Der TV Ibbenbüren (offiziell: Turnverein Ibbenbüren 1860 e. V.) ist ein Sportverein aus Ibbenbüren im Kreis Steinfurt.

## Geschichte
Der Verein wurde im Sommer 1860 vom Zimmermann Hermann Karl August Quaritsch als Männerturnverein Ibbenbüren gegründet. Im Jahre 1878 erfolgte eine Neugründung als Turnverein Ibbenbüren. Dieser Verein bestand jedoch nur drei Jahre lang. Am 31. März 1894 wurde schließlich der heutige Verein gegründet. Das Sportangebot umfasst Aerobicturnen, Badminton, Basketball, Cheerleading, Geräteturnen, Gesund & Fit, Kindersport, Rehasport, Schwimmen, Tanzen, Tischtennis und Volleyball. Früher bot der Verein auch Fußball, Leichtathletik und Tennis an. Die Tennisabteilung wurde im Jahre 1962 als TC Blau-Gold Ibbenbüren eigenständig.

## Basketball
Die Basketballabteilung wurde im Jahre 1965 gegründet. Im Jahre 1980 stieg die Mannschaft in die 2. Bundesliga Nord auf. Gleich in der ersten Saison 1980/81 erreichten die Ibbenbürener mit dem sechsten Rang ihre beste Platzierung. Drei Jahre später stieg die Mannschaft unglücklich ab. Die Ibbenbürener wiesen am Saisonende die gleiche Punktzahl wie der TSV Hagen 1860 und der UBC Münster auf. Wegen der schlechteren Korbdifferenz mussten Münster und Ibbenbüren absteigen. Nach dem Aufstieg im Jahre 2014 traten die Ibbenbürener in der viertklassigen 1. Regionalliga West an. 2023 gewann die Mannschaft unter der Leitung von Trainer Peer Reckinger den Meistertitel in der 1. Regionalliga und sicherte sich somit das Recht, in die 2. Bundesliga ProB aufzusteigen. Zu den Leistungsträgern der sehr erfahrenen Meistermannschaft gehörten der Spanier Marco Porcher Jimenez, der Argentinier Victorio Dente sowie der ehemalige Zweitligaspieler Benjamin Fumey. Anfang Juni 2023 wurde dem Verein das Teilnahmerecht für die 2. Bundesliga ProB erteilt.
In der 2. Bundesliga ProB taten sich die Ibbenbürener als Neuling schwer, standen auf dem letzten Tabellenplatz, als sie im Januar 2024 einen Trainerwechsel vornahmen: Für Reckinger kam der erfahrene Marokkaner Naoufal Uariachi. Den letzten Tabellenplatz verließ die Mannschaft auch unter dem neuen Trainer nicht und stieg mit fünf Siegen sowie 21 Niederlagen ab. Nach dem Ende der Saison 2023/24 wurde zunächst Uariachis Abgang vermeldet, der Marokkaner blieb dann doch im Amt. Mitte Februar 2025 trennte man sich wegen der angespannten sportlichen Lage in der 1. Regionalliga von Uariachi. Tobias Hülsmeier, Sascha Guettat und Mihajlo Paskulov teilten sich bis zum Ende der Saison 2024/24 die Traineraufgaben.
Im Sommer 2025 übernahm wieder Peer Reckinger das Traineramt bei der Herrenmannschaft.
Von 1978 bis 2019 richtete der TV Ibbenbüren ein international besetztes Osterturnier für Frauen- und Männermannschaften aus.

### Trainer der 1. Herrenmannschaft (seit 2007)
| 2007–02/2008    | Donato Briganti                                    |
| 02/2008–2011    | Boris Golubovic                                    |
| 2011            | Andreas Joachim                                    |
| 2011            | Hans-Dieter Mönninghoff                            |
| 2011–2013       | Martin Kroog                                       |
| 2013–2014       | Andreas Joachim                                    |
| 2014–11/2016    | Timo Völkering                                     |
| 11/2016–2020    | Marc Pohlmann                                      |
| 2020–04/2022    | Geno Nesbitt                                       |
| 2022–01/2024    | Peer Reckinger                                     |
| 01/2024–02/2025 | Naoufal Uariachi                                   |
| 02/2025–03/2025 | Tobias Hülsmeier, Sascha Guettat, Mihajlo Paskulov |
| seit 05/2025    | Peer Reckinger                                     |

## Persönlichkeiten
- Courtney Belger
- Donato Briganti
- Reiner Frontzek
- Benjamin Fumey
- Chris Hortman
- Martin Kroog
- Mathis Mönninghoff
- Dirk Rehder
- Flavio Stückemann
- Achim Zedler